# Misselwarden
Misselwarden este o comună din landul Saxonia Inferioară, Germania.